# No One Here Gets Out Alive
No One Here Gets Out Alive è un box set dei The Doors pubblicato nel 2001.

## Descrizione
Il box set è costituito da 4 dischi che contengono una lunga intervista radiofonica condotta nel 1981 da Jim Ladd, DJ di Los Angeles, inframmezzato da spezzoni di canzoni già edite con interviste ai Doors che raccontano la storia della band.
Il titolo riprende quello dell'omonimo libro di Jerry Hopkins e Danny Sugerman, pubblicato in Italia con il titolo Nessuno uscirà vivo di qui, coevo della messa in onda del programma. Inizialmente il box fu realizzato in edizione limitata di 150 copie in vinile mentre successivamente venne pubblicata una versione in CD.

## Tracce

### Disco 1 - Beginning Of The Doors: Visionary Dream
1. Segment I - 14:36
The End / Take It As It Comes / Light My Fire / Moonlight Drive / Break On Through (To The Other Side) / Strange Days
2. Segment II - 9:26
Who Do You Love (Live) / When The Music's Over / My Eyes Have Seen You
3. Segment III - 8:13
Spanish Caravan / We Could Be So Good Together / Roadhouse Blues / When The Music's Over / Who Do You Love (Live)
4. Segment IV - 14:39
Dawn's Highway / People Are Strange / I Can't See Your Face / Celebration Of The Lizard: The Hill Dwellers (Live) / Five To One / Celebration Of The Lizard: A Little Game (Live) /Soul Kitchen / Crystal Ship

### Disco 2 - Exploration And Morrison's Sojourn
1. Segment I - 10:23
Celebration Of The Lizard: Lions In The Street (Live) / Celebration Of The Lizard: Wake Up (Live) / Light My Fire / The End
2. Segment II - 13:08
Alabama Song (Whisky Bar) / Not To Touch The Earth / The End / Strange Days
3. Segment III - 15:13
The American Night / Roadhouse Blues (Live) / Celebration Of The Lizard: Wake Up (Live) / When The Music's Over (Live) / Back Door Man (Live)
4. Segment IV - 8:03
Tell All The People / Unknown Soldier / Five To One / Ship Of Fools

### Disco 3 - Cultural Excursion Into The Void
1. Segment I - 9:48
Riders On The Storm / Awake / Waiting For The Sun / Dead Cats, Dead Rats (Live) / Break On Through (To The Other Side) (Live)
2. Segment II - 13:36
Peace Frog / Jim Morrison Stage Rant From Miami / Love Me Two Times
3. Segment III - 10:44
The End / Hour For Magic / Been Down So Long / Stoned Immaculate
4. Segment IV - 11:46
When The Music's Over / Shaman's Blues / The Changeling

### Disco 4 - James Douglas Morrison: Poet
1. Segment I - 10:14
The End / When The Music's Over / Horse Latitudes / Ghost Song / Newborn Awakening
2. Segment II - 12:12
To Come Of Age / Black Polished Chrome / Latino Chrome / Angels And Sailors / Stoned Immaculate / The Movie
3. Segment III - 13:11
The Movie / The Hitchhiker / Riders On The Storm / Jim Morrison: Cemetery Poem
4. Segment IV - 11:08
Jim Morrison: Hitler / Wild Child / An American Prayer / Curses, Invocations / Hour For Magic / A Feast Of Friends / The End

## Formazione
- Jim Morrison - voce
- Robert Krieger - chitarra
- Ray Manzarek - organo, pianoforte, tastiere, basso
- John Densmore - batteria